# Stéphane Crusnière

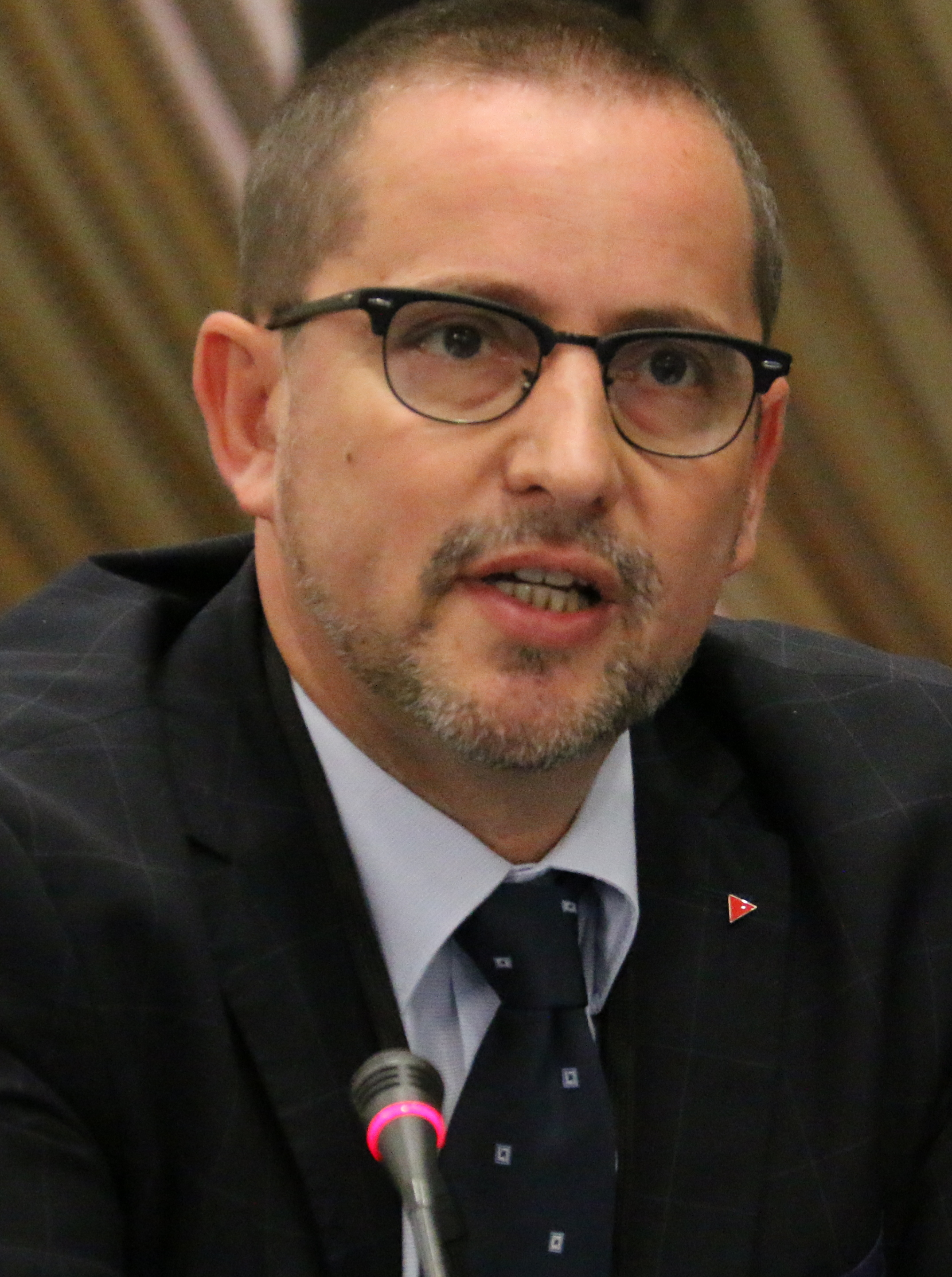
Stéphane Crusnière (2016)

Stéphane Crusnière (Bergen, 10 juli 1967) is een voormalig Belgisch politicus van de PS en volksvertegenwoordiger.

## Levensloop
Crusnière ging als ambtenaar op de FOD Financiën werken. Van 2002 tot 2004 werkte hij als kabinetsadviseur bij toenmalig minister in de Waalse Regering José Happart, waarna hij van 2004 tot 2009 op de kabinetten van de Waalse ministers Christiane Vienne, Paul Magnette en Didier Donfut werkte. Tevens was hij van 2007 tot 2010 kabinetschef van toenmalig gouverneur van Waals-Brabant Marie-José Laloy en van 2010 tot 2012 kabinetschef van toenmalig Kamervoorzitter André Flahaut.
Crusnière werd lid van de PS en was voor deze partij van 2012 tot 2018 gemeenteraadslid van Waver. Tevens was hij van 2012 tot 2014 provincieraadslid van Waals-Brabant.
Bij de federale verkiezingen van 25 mei 2014 stond Crusnière als eerste opvolger op de PS-lijst van de kieskring Waals-Brabant voor de Kamer van volksvertegenwoordigers. Hij werd in juli 2014 effectief volksvertegenwoordiger toen André Flahaut de Kamer verliet om minister in de Franse Gemeenschapsregering te worden. Hij bleef Kamerlid tot in oktober 2018.
In 2018 verliet Crusnière de politiek om financieel en administratief directeur van de Régie Communale Autonome van Waver te worden.